# Platylabus montanus
Platylabus montanus là một loài tò vò trong họ Ichneumonidae.